# Auguste Champetier de Ribes
Auguste Champetier de Ribes (Antony, Hauts-de-Seine, 30 de julho de 1882 - Paris 6 de março de 1947) foi um político francês. Foi ministro sob a Terceira República e Presidente do Conselho da República, nos termos da Quarta República. 

## Biografia
Advogado, foi um seguidor do catolicismo social e um discípulo de Albert de Mun. Foi ferido durante a Primeira Guerra Mundial e eleito sob a Partido Popular Democrático para ser membro da Assembleia Nacional pelo círculo dos Baixos Pirenéus de 1924 em 1934. Foi senador entre 1934 e 1940.
Presidente do Partido Democrático Popular a partir de 1929, foi subsecretário de Estado para o Financiamento entre 3 de novembro de 1928 até 21 de fevereiro de 1930, então Ministro da Previdência de 2 de março até 13 de dezembro de 1930 no Departamento de André Tardieu, o ministro de Assuntos de Veteranos e pensionistas, de 10 de abril de 1938 até 13 de setembro de 1939 no gabinete de Edouard Daladier. Foi então subsecretário de Estado de 13 de setembro de 1939 até 10 de maio de 1940 nos governos Daladier e Paul Reynaud.
Ele se recusou a votar plenos poderes para Pétain em 10 de Julho de 1940 . Aposentou-se de seu departamento, onde dirigiu o movimento resistente.  Primeiro líder do partido a reconhecer a autoridade do general Charles de Gaulle como chefe da França Livre, ele era um membro da Assembleia Consultiva Provisória na Libertação. De Gaulle nomeou-o delegado GPRF noo Tribunal de Nuremberg.   Após seu retorno, se tornou presidente do Conselho da República em 27 de Dezembro de 1946, beneficiando-se do facto de ser o mais velho, pois como seu adversário comunista Georges Marrane, obteve 129 votos. Dois dias depois, foi o candidato do MRP a presidente da República Socialista contra o Vincent Auriol (Ver: eleição presidencial francesa de 1947). A doença o impediu de assumir seu cargo como presidente da Câmara Alta. 

## Nota
- Este artigo é uma tradução de fr:Auguste Champetier de Ribes, de 11 de Maio de 2012.